# 科蓬
科蓬是非洲南部國家博茨瓦納的村落，由奎嫩區負責管轄，位於首都嘉柏隆里以北約25公里，2008年人口估計約8,012，是該省第六大村落。
24°28′7″S 25°53′32″E / 24.46861°S 25.89222°E